# Cucciolo (film)
Cucciolo è un film commedia del 1998, diretto da Neri Parenti.

## Trama
Massimo Colombo, detto "Mimmo", ha raggiunto ormai i 42 anni; ciò nonostante frequenta la terza media per l'ennesima volta, ha un sacco di amici dodicenni con cui gioca a pallone e scambia tessere telefoniche, guarda in TV solamente programmi per bambini come Solletico, ha una camera da letto strapiena di giocattoli, specialmente un orso di peluche che coccola mentre va a rifugiarsi nel lettone dei genitori durante i temporali, fa colazione alla mattina con Nesquik e Nutella, ma soprattutto rimane indifferente al sesso femminile e detesta qualsiasi parola volgare, soprattutto se alludente alla sessualità.
L'uomo, pur essendo valutabile come neurologicamente sano, è comunque affetto dalla sindrome di Peter Pan, ossia dal blocco psicologico di chi non vuole crescere perché preferisce rimanere mentalmente bambino. I suoi genitori, gli iperprotettivi e ormai settantenni Amedeo e Lucia, preoccupati per l'andazzo del figlio, lo portano a farsi visitare da un luminare della psicologia a cui si sono rivolti.
Durante la seduta, Massimo fa emergere sempre di più il suo rifiutarsi di crescere, perché si porta appresso il pallone da basket e reagisce in maniera infantile ai test di Rorschach. Lo psicologo rivela che l'unico modo per liberarsi della sindrome è subire un forte shock psicologico, così Amedeo e Lucia escogitano un sistema: portano Massimo a Londra e mentre si trovano nella sala giochi del SegaWorld lo abbandonano, per vedere come reagisce.
La speranza di provocargli uno shock di carattere affettivo viene resa vana dal fatto che Massimo, seppur rocambolescamente, riesce a tornare in Italia, facendosi accompagnare dalla polizia e piangendo per strada, poiché temeva una punizione molto cattiva, brusca ed ingiusta. Quando ritorna al suo appartamento, Massimo scopre che i suoi genitori hanno deciso di trasferirsi lasciandolo da solo a casa, perché impari ad arrangiarsi, e anche il preside della sua scuola, per motivi anagrafici ed economici, lo ha ormai espulso, tuttavia i suoi continueranno a seguirlo a distanza, facendogli le pulizie di casa in sua assenza e facendogli trovare mensilmente la paghetta nel salvadanaio a forma di Paperino.
Massimo tenta quindi di trovare ospitalità a casa del compagno di classe Gaetano, ma viene cacciato via anche dai genitori di quest'ultimo quando egli rompe un vetro con un pallone, pretende incredibilmente dalla madre dell'amico che gli faccia il bagnetto, facendo persino scappare la cameriera, che fraintende le sue intenzioni vedendolo nudo e va a rifugiarsi nel lettone dei due coniugi facendosi la pipì addosso dopo aver visto un film horror il quale gli provocava incubi.
Tornato a casa, attirato da una Ferrari Testarossa fermatosi davanti alla Giocheria vicino a casa sua, assiste ad un litigio furibondo tra il manesco guidatore dell'auto e la sua fidanzata di nome Claudia. Animato da genuina e spontanea gentilezza, decide di salvare la giovane donna e di ospitarla in casa sua. La ragazza è inizialmente un po' stranita dai suoi modi di fare infantili ma ben presto accetterà la sua compagnia, affezionandosi sempre più a lui e coinvolgendolo in avventure da adulto, dopo anni di "purezza infantile" da parte del "ragazzone" facendolo, lentamente, innamorare di lei anche sessualmente.
Proprio quando Massimo, ormai innamoratosi della ragazza, vuole proporle il matrimonio dietro suggerimento del sacerdote preside della sua ex scuola, la pizzica a letto con un altro uomo: la rabbia è talmente forte che, per lo shock, Massimo matura, quindi dice le "parolacce", beve alcolici, inizia a guardare al mattino il telegiornale anziché i cartoni animati per bambini, beve il caffè anziché il Nesquik, scaraventa via il suo peluche compagno di molte notti, ma soprattutto compra quotidiani e riviste pornografiche anziché giornalini a fumetti e, inoltre, dà risposte da adulto ai test di Rorschach e impara a guidare l'automobile comprata a rate.
Ormai guarito dalla sindrome di Peter Pan e, grazie ai complimenti del professore di psicologia, Massimo inizia a lavorare come magazziniere mantenendo sempre dei buoni rapporti coi suoi ex compagni di scuola di una vita. Un giorno però Claudia torna da lui: inizialmente Massimo non vuole perdonarla; tuttavia la donna ammette il suo errore e si dice disposta a tornare dal suo "Cucciolo" per sempre, visti i suoi sentimenti puri e sinceri, a differenza degli altri uomini, che hanno dimostrato per lei soltanto un'insana passione corporale. Dopo essersi finalmente chiariti, Mimmo e Claudia si sposano e hanno tre figli, ma Mimmo, pur essendo ormai diventato un vero adulto, continuerà a conservare quel lato fanciullesco di sempre, quindi si divertirà a giocare a pallone con i suoi tre figli, che all'inizio avranno qualche difficoltà a chiamarlo papà, vedendolo più come un compagno di giochi che un padre.